# 丰容库斯
丰容库斯（法語：Fontjoncouse，法語發音：[fɔ̃ʒɔ̃kuz] ⓘ）是法国奥德省的一个市镇，属于纳博讷区。

## 地理
丰容库斯（43°2'54"N, 2°47'18"E）面积27.35 平方千米，位于法国奧克西塔尼大區奥德省，该省份为法国南部沿海省份，北起塔恩省，西北接上加龙省，西接阿列日省，南至东比利牛斯省，东临地中海，东北与埃罗省接壤。
与丰容库斯接壤的市镇（或旧市镇、城区）包括：阿尔巴斯、库斯图日、迪尔邦科比耶尔、容基耶尔、圣安德烈-德罗克隆格、泰藏德科比耶尔、维勒塞克-德科比耶尔。

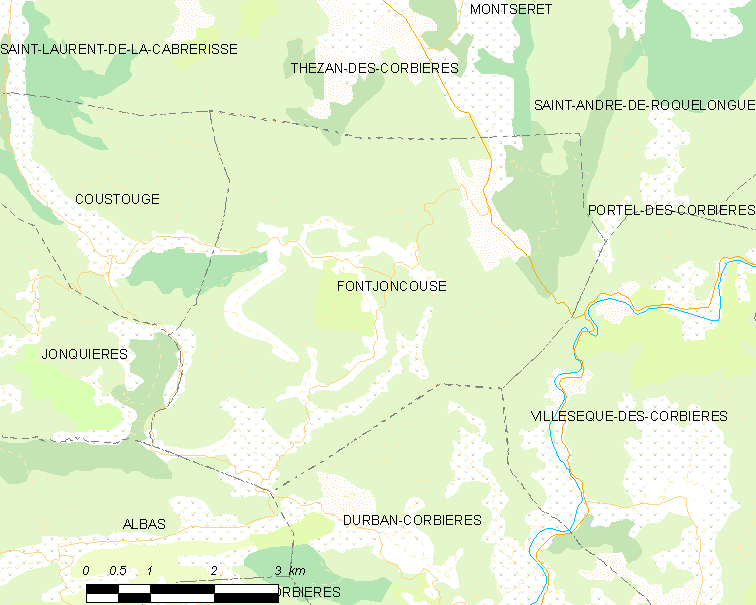
丰容库斯的OSM定位图

丰容库斯的时区为UTC+01:00、UTC+02:00（夏令时）。

## 行政
丰容库斯的邮政编码为11360，INSEE市镇编码为11152。

## 政治
丰容库斯所属的省级选区为莱科比耶尔县。

## 人口

1962-2008年间丰容库斯人口变化图示

丰容库斯于2022年1月1日时的人口数量为139人。